# Ананим
Ананим е вид псевдоним. Той се образува от четенето на някоя дума/име отзад напред.
Примери:
- Крамер – Ремарк
- Валс – Слав
- Serena – Aneres (марка дрехи по дизайн на Серина Уилямс).
- астероид – Диоретса (специален астероид, с необичайна орбита).
- Слънчев бряг – Гярб вечнълс.
- Аданак – Канада (селище в Канада).
- Дракула – Алукард (име на вампири в различни литературни и игрални произведения, напр. Граф Алукард, Джони Алукард и др.).
- В книгите на Венелин Вълканов за пришълеца Трак, родната планета на главния герой – Анидарг е ананим от Градина.